# Romániai magyar iskolahálózat
Az iskolahálózat az írásbeli művelődés legfőbb előfeltétele. A népoktatást szolgáló, nálunk többnyire egyházi kézen volt falusi elemi iskolák mellett különösen jelentősek voltak az internátussal (szeminárium, fiúnevelő, konviktus), ellátott, alsó, közép és felső tagozattal rendelkező protestáns (református, unitárius) kollégiumok és katolikus gimnáziumok. Ezek alapítási ideje, "első megnyitása" sok esetben a XVI–XVII. századig vezethető vissza. Fontos szerep hárult rájuk az anyanyelvi műveltség terjesztésében, az irodalmi-tudományos élet kialakításában.

## Előzmények
A protestáns intézetek önállóbban, felekezetenként, egyházkerületenként szabták meg tanintézeteik működési kereteit, a katolikus iskolák viszont egységesebb irányítás alatt állottak, tanterveikben kevés volt az eltérés. A XVI. századi katolikus iskolák többsége jezsuita vezetés alatt állott, s az 1599-ben kinyomtatott Ratio Studiorum szerint működött: három-négy grammatikai osztályt egy poétikai meg egy retorikai osztály követett. Felsőbb tagozatnak számított a három év filozófiai, majd négy év teológiai tanfolyam. Ennek változatait alkalmazták a protestánsok is.
A jezsuita rend 1773-as feloszlatása után 1777-ben a Mária Terézia utasítására összeállított I. Ratio Educationis foglalta egységes rendszerbe a közoktatás minden ágát. Eszerint az ötosztályos gimnáziumot a kétéves akadémiai (bölcsészeti, teológiai, jogi, orvosi) kurzus követte. A továbbtanulók egyetemre mehettek. Mivel a protestáns iskolák ezt nem akarták alkalmazni, II. József külön törvénnyel, a Norma Regiával szabályozta 1781-től az alsó- és középfokú oktatást Erdélyben. Ennek megfelelően az egy tanító vezette három csoporttal működő elemi után a három grammatikai, továbbá a poétikai és retorikai osztályokkal működő gimnázium következett. Minden osztályt egy-egy tanár oktatott. Az első Ratiót részben módosította az I. Ferenc-féle II. Ratio Educationis (1806), amely a grammatikai osztályok számát négyre emelte, s a magyar nyelvet a rendes tárgyak közé iktatta. Az 1840-es évek közepén – országgyűlési határozat nyomán – rendre bevezették a magyar tanítási nyelvet.
A forradalmat követő önkényuralmi rendszer az iskolapolitikában is meghozta az egységesítést. Az Organisations-Entwurf (1849) címen ismert tanügyi törvény négy elemi után négy al- és négy főgimnáziumi osztályt írt elő. Növelte a reáltárgyak súlyát, bevezette a szaktanári rendszert és minden nemzetiség anyanyelvének oktatását. 1871-től a Pauler Tivadar-féle tanterv is az Entwurfra alapozott. Az iskolákat négyosztályos al-, hatosztályos nagy- és nyolcosztályos főgimnáziumokra osztotta. 1875-től megnyíltak a nyolcosztályos reáliskolák is. Az 1883-as tanügyi törvény megengedte, hogy a protestáns és görögkeleti iskolák (melyek anyagi fenntartásáról az egyházak gondoskodtak) külön tanterv szerint működjenek.

## Az első világháború után
Az első világháború után 1922–23-ig a régi rendszer szerint folyik az oktatás, rendre bevezetik a román nyelv, Románia története és földrajza (utóbb román nyelvű) tanítását. 1923-tól alkalmazzák a többször is módosított egységes román tantervet: a négyosztályos gimnáziumot a négyosztályos líceum (tanítóképző vagy felső kereskedelmi iskola) követi. A IV. gimnáziumi osztály után abszolváló vizsgát kell tenni. Az 1925-ben kiadott új középoktatási és az Anghelescu-féle magánoktatási törvény megszigorította az érettségi (bakkalaureátusi) vizsgát. Két tagozat kivételével ekkoriban minden magyar tannyelvű iskola felekezeti kézen volt; ezek magántanulókat és más felekezetűeket nem vehettek fel. Állandó problémává vált a nyilvánossági jog megszerzése, megőrzése; enélkül ugyanis a tanulók csak úgy kaphattak érvényes bizonyítványt, ha év végén állami iskolában külön vizsgát tettek le. 1928-tól 1935-ig a líceum hétosztályos, azután nyolcosztályos volt, hetediktől választani lehetett a reál és humán tagozat között. Az egyes felekezetek magyar tannyelvű tanonciskolákat is fenntartottak.

## A II. világháború alatt
1940 és 1944 között Észak-Erdélyben a magyarországi tanterveket és tanügyi rendelkezéseket alkalmazták. Ezek keretében állami magyar tannyelvű ipari középiskolák is alakultak, így Kolozsvárt az Állami Gép- és Villamosipari Középiskola nappali és esti tagozattal, mely jegyzeteket is kiadott.

## 1944 után
A II. világháború végeztével átmeneti tantervek szerint az iskolahálózat tovább működött, míg az 1948. augusztus 3-án törvénybe iktatott román tanügyi reform szét nem választotta a tanügyet az egyháztól, létrehozva az egységes állami iskolahálózatot, ezen belül az önálló vagy tagozati magyar tannyelvű iskolák rendszerét. 1956-ig tíz, azután tizenegy osztály elvégzését követi az érettségi; a tizedik osztálytól humán és reál tagozat működik. 1964-ben bevezetik a nyolcosztályos kötelező oktatást, s ennek megfelelően 1968-tól a tizenkettedikesek érettségiznek. Ekkor meg is könnyítik az érettségit.
1975-től tízosztályos a kötelező oktatás, a XI.-be felvételizni kell. 1978-tól teljesen új iskolahálózatot és tanterveket alakítanak ki, melyek szerint számos általános és a legtöbb középfokú tanintézet ipari és mezőgazdasági, ill. kereskedelmi, közgazdasági, egészségügyi, pedagógiai és művészeti szakjelleget kap, külön biztosítva a tanoncoktatást. Országosan több matematika–fizika, történelem–filológia és biológia–kémia profilú líceum osztályaiban marad meg az elméleti képzés túlsúlya. A legtöbb líceum mellett XI–XIII. osztállyal esti tagozat működik.

## Az iskolák elnevezése
Az 1850-es évektől kezdve az iskolák elnevezése egységesen gimnázium, néhány – több tagozattal működő – protestáns tanintézet megőrzi a kollégium címet. Az I. világháború után az intézetek hivatalos román neve líceum lett, magyarul a gimnázium megjelölést használták. 1952-től középiskola (şcoală medie) a neve minden érettségit nyújtó tanintézetnek, 1965-től újra visszatérnek mind a román, mind a magyar megjelölésben a líceum szóra, 1977-től pedig ehhez járul a profilt is körvonalazó ipari, mezőgazdasági, művészeti és más szakmai jelző. Az 1950-es évek végétől több iskolát neves személyiségekről neveztek el.